# Paavo Lonkila
Paavo Olavi Lonkila (* 11. Januar 1923 in Kiuruvesi; † 22. September 2017 ebenda) war ein finnischer Skilangläufer, der in den 1940er und 1950er Jahren startete.
Lonkila, der für den Kiuruveden Jänne startete, errang im Jahr 1949 bei den Lahti Ski Games den zweiten Platz über 18 km. Bei den Nordischen Skiweltmeisterschaften 1950 in Lake Placid gewann er die Silbermedaille mit der Staffel. Zudem wurde er dort im Lauf über 18 km Fünfter. Im März 1950 kam er bei den Lahti Ski Games auf den dritten Platz im Lauf über 18 km. Im folgenden Jahr gewann er den 18-km-Lauf beim Holmenkollen Skifestival und belegte bei den Lahti Ski Games den zweiten Platz über 18 km. Bei den Olympischen Winterspielen 1952 in Oslo holte er die Bronzemedaille über 18 km und die Goldmedaille mit der Staffel. Bei finnischen Meisterschaften wurde er zweimal Dritter (1952, 1955) und zweimal Zweiter (1949, 1950) über 18 km.

## Erfolge
- Olympische Winterspiele 1952 in Oslo: Gold mit der Staffel, Bronze über 18 km
- Nordische Skiweltmeisterschaften 1950 in Lake Placid: Silber mit der Staffel